# Lotta per la vita (serie televisiva)
Lotta per la vita (Medical Story) è una serie televisiva statunitense in 12 episodi trasmessi per la prima volta nel corso di una sola stagione dal 1975 al 1976.
È una serie televisiva di tipo antologico in cui ogni episodio rappresenta una storia a sé. Gli episodi sono storie di genere medico. Il format antologico riprende quello di Sulle strade della California (Police Story) prodotta anch'essa da David Gerber. La serie debuttò con un pilot della durata di due ore trasmesso il 4 settembre del 1975 sulla NBC, proseguì quindi con episodi di un'ora e durò una sola stagione terminando a gennaio del 1976 con un episodio speciale da due ore.

## Produzione
La serie fu prodotta da David Gerber Productions e Columbia Pictures Television  Le musiche furono composte da Jerry Goldsmith; tra i produttori è accreditato David Gerber.

### Registi
Tra i registi della serie sono accreditati:
- Richard Benedict
- Ralph Senensky
- Robert L. Collins

## Distribuzione
La serie fu trasmessa negli Stati Uniti dal 1975 al 1976 sulla rete televisiva NBC. In Italia è stata trasmessa con il titolo Lotta per la vita in 14 episodi (il 1° e il 12° furono divisi in due episodi ciascuno). I nastri originali che circolavano nelle nostre TV private riportavano il titolo Medical Story e curiosamente contenevano anche alcune puntate di una serie medica documentaristica dal titolo Lifeline, del 1978, che nulla c'entra però con Lotta per la vita. Anche Lifeline era della NBC ed è una serie che in America non è stata conservata negli archivi.

## Episodi
| Stagione       | Episodi | Prima TV USA |
| -------------- | ------- | ------------ |
| Prima stagione | 12      | 1975-1976    |